# 서인봉
서인봉(徐寅鳳, 1876?~1920년 12월 16일)는 한국의 독립운동가이다.

## 생애
중국 지린성에서 항일활동을 하던 중인 1920년 12월 16일에 은닉한 무기를 일본군이 수색하려 하자 이를 저항하다가 참살당하게 되었다.